# 金尼章克申 (亞利桑那州)
金尼章克申（英語：Kinney Junction）是位於美國亞利桑那州阿帕契縣的一個非建制地區。該地的面積和人口皆未知。

## 地理
金尼章克申的座標為35°55′02″N 109°46′26″W / 35.91722°N 109.77389°W，而該地的平均海拔高度為2355米（即7726英尺）。